# Calliandra decrescens
Calliandra decrescens é uma espécie de legume da família Leguminosae.
Apenas pode ser encontrada no Peru.